# Ополовник чорноголовий
Ополовник чорноголовий (Aegithalos glaucogularis) — вид горобцеподібних птахів родини довгохвостосиницевих (Aegithalidae).

## Поширення
Ендемік Китаю. Трапляється на значній території в центральній та східній частині країни.

## Опис
Птах завдовжки 13-16 см, вагою 6-9 г. Тіло пухке з великою округлою головою, з коротким конічним дзьобом, загостреними крилами та довгим хвостом. Нижня частина тіла сіро-коричнева. На горлі є темно-сіра трикутна пляма. Вершина голови, спина та крила сірого кольору. Над очима є темніша надбрівна смуга. Хвіст темно-сірий.

## Спосіб життя
Живе на узліссях листяних та соснових лісів. Трапляється у зграях до 20 птахів. Живиться дрібними комахами та павуками, а також дрібним насінням, плодами та ягодами. Сезон спаровування починається в березні-квітні і триває до розпалу літа. Гніздо у формі мішка побудоване з лишайників та павутиння, розташовується на кущі або низькому дереві. У гнізді 6-10 яєць. Інкубація триває два тижні. Насиджують обидва батьки почергово. Пташенята вчаться літати через три тижні, але ще три тижні вони підгодовуються батьками.